# Bisdom Fulda
Het bisdom Fulda (Duits: Bistum Fulda; Latijn: Dioecesis Fuldensis) is een rooms-katholiek bisdom in het midden van Duitsland, rond de stad Fulda, in de kerkprovincie Paderborn. De zetel van de bisschop is de Dom van Fulda.

## Geschiedenis
Het bisdom ontstond in 1752 uit de abdijvorstendom Fulda.
De abdij van Fulda werd op 12 maart 744 gesticht door Sturmius, een leerling van Bonifatius. In 751 werd deze abdij als immediatum onder het gezag van de paus geplaatst. Koning Pepijn de Korte verhief Fulda in 765 tot rijksabdij en keizer Karel de Grote verleende in 774 de immuniteit.
In 1220 werd de abdij een abdijvorstendom en op 5 oktober 1752 werd dit abdijvorstendom een bisdom, waarmee het prinsbisdom Fulda ontstond. In 1803 werd deze staat door Willem I der Nederlanden in bezit genomen en ging deel uitmaken van het vorstendom Nassau-Oranje-Fulda. Fulda bleef bestaan als bisdom.

## Bisschoppen
- 05-10-1752 - 04-12-1756: Amand Buseck, O.S.B., abt vanaf 1737, vorst-bisschop in 1752
- 17-01-1757 - 16-09-1759: Adalbert Walderdorf, O.S.B
- 22-10-1759 - 25-09-1788: Heinrich Bibra, O.S.B.
- 18-11-1788 - 08-10-1814: Adalbert von Harstall, O.S.B., vorst-bisschop tot 1802
- 06-10-1814 - 17-02-1817: Heinrich von Warnsdorf, O.S.B.
- 23-06-1828 - 30-07-1831: Johann Adam Rieger
- 15-11-1831 - 03-01-1848: Johann Leonard Pfaff
- 29-03-1848 - 14-10-1873: Christoph Florentius Kött
- 15-11-1881 - 09-08-1887: Georg von Kopp
- 04-11-1887 - 11-01-1894: Joseph Weyland
- 27-04-1894 - 21-03-1898: Georg Ignatz Komp
- 18-07-1898 - 17-07-1906: Adalbert Endert
- 29-12-1906 - 10-04-1939: Joseph Damian Schmitt
- 10-04-1939 - 24-10-1958: Johann Baptist Dietz
- 30-06-1959 - 05-04-1974: Adolf Bolte
- 18-12-1974 - 01-07-1982: Eduard Schick
- 01-06-1983 - 23-07-2000: Johannes Dyba
- 20-06-2001 - heden: Heinz Josef Algermissen

Aken · Augsburg · Bamberg · Berlijn · Dresden-Meißen · Eichstätt · Erfurt · Essen · Freiburg · Fulda · Görlitz · Hamburg · Hildesheim · Keulen · Limburg · Maagdenburg · Mainz · München en Freising · Münster · Osnabrück · Paderborn · Passau · Regensburg · Rottenburg-Stuttgart · Speyer · Trier · Würzburg

Voormalige bisdommen: Bremen · Halberstadt · Lübeck · Minden · Verden
- Bibliothèque nationale de France: cb12218278d (data)
- Gemeinsame Normdatei: 1171386974
- International Standard Name Identifier: 0000 0001 0299 9661
- Library of Congress Control Number: n98110969
- Nationale bibliotheek van Australië: 35858637
- Système universitaire de documentation: 078618878
- Virtual International Authority File: 217218115